# Mendini-Haus

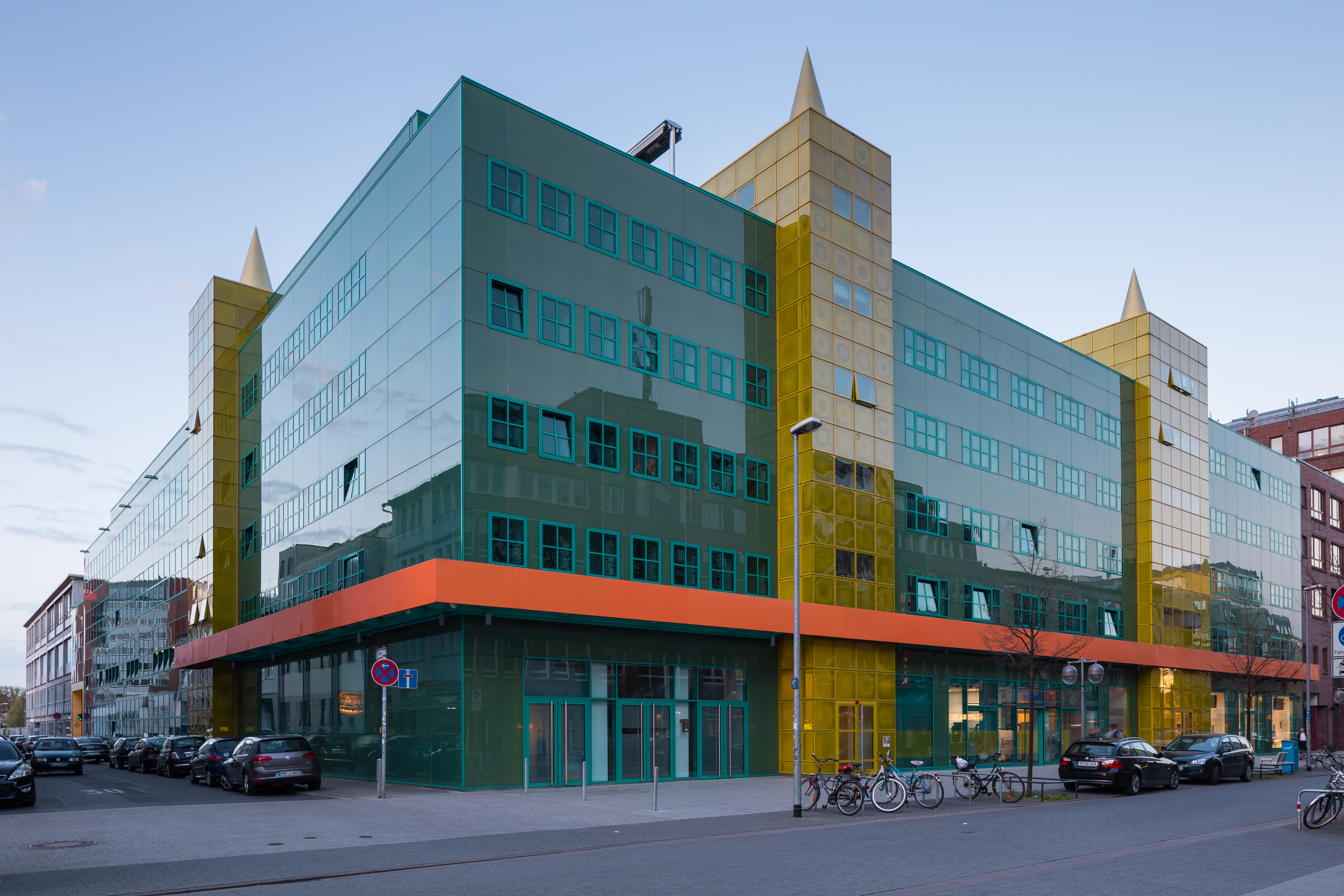
Mendini-Haus an der Straße Lange Laube (im Vordergrund), Ecke Stiftstraße

Das Mendini-Haus in Hannover ist ein für die Verlagsgesellschaft Madsack durch die Architekten- und Designer-Brüder Alessandro und Francesco Mendini umgebautes Büro- und Geschäftshaus mit türkisblauer und goldgelber Doppelglasfassade. Die von den Mendinis neu entwickelte, eigenständige Formgebung ist Teil des Medienzentrums und nimmt Bezug auf den in den 1920er Jahren errichteten expressiven Geist des Anzeiger-Hochhauses. Standort ist die Straße Lange Laube Ecke Stiftstraße im Stadtteil Mitte.

## Geschichte und Baubeschreibung
Die heute durch die Mendini-Fassaden verschalten Gebäude entstanden anstelle älterer Gebäude, die durch die Luftangriffe auf Hannover im Zweiten Weltkrieg zerstört worden waren. An ihrer Stellen wurden in den 1950er Jahren nüchterne Zweckbauten mit einer weiß verputzten „Lochfassade“ errichtet, die jedoch einen Komplex mit dem Anzeiger-Hochhaus bildeten. Nach der Sanierung der Zweckbauten entwarfen die Gebrüder Mendini im Auftrag von Madsack die neue Fassade als sogenannte „Nur-Glas-Konstruktion“, mit der auch die mit Mauerwerk geschlossenen Bereiche des Gebäudekomplexes mit einer doppelten Glasverblendung versehen wurden.

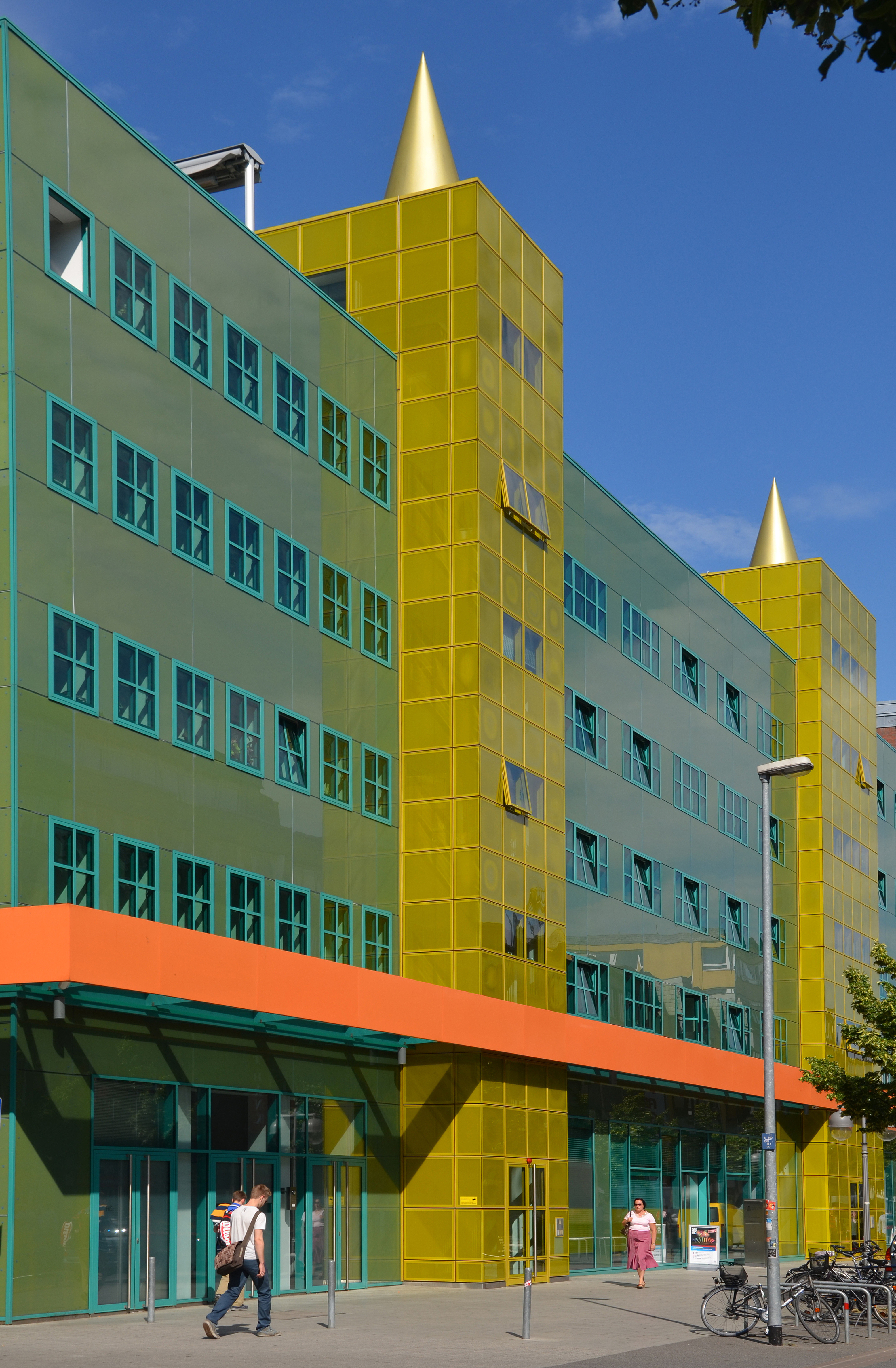
Im Sonnenschein farbig leuchtende Fassade

Die einheitlich türkisblau glänzende Glasfassade mit vorgesetzten gold-gelblichen reflektierenden Treppenhaus-Risaliten verleiht dem von weitem gesehenen Baukörper zwar eine einheitliche, aber auch abstrakte Erscheinung. Erst bei näherer Betrachtung fällt dem Herantretenden ein irritierender Effekt auf: Ähnlich einer Welle an der Wandfläche scheint eine Farbveränderung den Bewegungen des Betrachters zu folgen. Dieser Interferenz-Effekt ergibt sich aus der Doppelverglasung: Durch den Druck von senkrechten farbigen Linien entsteht eine Halb-Transparenz mit Blick auf die gleichfarbig homogene mit ähnlichen Linienmustern bedruckte Innenverglasung. Der Interferenzeffekt entsteht durch die Überlagerung der beiden Linienebenen oder durch die Überlagerung der äußeren Linien mit ihren Schattenwürfen auf der innen reflektierenden Glasebene. Teils doppelt halbtransparente Flächen gewähren schemenhafte Einblicke in das Gebäude oder spiegeln von der dunkleren Innenfläche die Außenumgebung.
In der Nähe haben die Brüder Mendini in Sichtweite des Anzeiger-Hochhauses bereits in den 1990er Jahren eine eigenwillige BUSSTOPS-Haltestelle am Steintorplatz aufgestellt.

## Medienberichte
- Robert Mehl: Interferente Fassade / Alessandro und Francesco Mendini entwarfen neue Gebäudehülle in Hannover, in: DBZ – Deutsche Bauzeitschrift-online, Ausgabe 03/2008, Abschrift online auf der Seite robertmehl.de, zuletzt abgerufen am 3. Juli 2014